# Kaisa Korpijaakko-Labba
Kaisa Korpijaakko-Labba är en finländsk rättshistoriker.
Kaisa Korpijaakko-Labba disputerade 1989 i Rovaniemi i Lapplands högskola med en avhandling om samernas äganderätt, till mark och vatten från 1500-talet och fram till 1740. Hon visar i denna att samerna i form av samebyar eller enskilda blev behandlade som ägare i Sverige (i vilket nuvarande Finland ingick) under denna period. Deras former för delande och bruk av naturresurser kan ses som ett uttryck för en rådande uppfattning om kollektiv egendomsrätt som grundval för dessa former, och det kan anses sannolikt att även individuell äganderätt fanns under denna tidsperiod.